# Кенан Карахоџић
Кенан Карахоџић (Бачка Топола, 29. јануар 1996) је босанскохерцеговачко-српски кошаркаш. Игра на позицијама крилног центра и центра. Његов старији брат Кемал такође се бави кошарком.